# 永達利
永達利有限公司，簡稱永達利（港交所除牌時0291.HK），是在1965年成立，當時是莊士機構旗下公司，主要業務是地產及物業投資，後來被華潤集團收購，由華潤創業取代上市。

## 外部連結
- 華潤集團有限公司 （页面存档备份，存于）